# Fortezza di Mimoyecques
La fortezza di Mimoyecques è il nome di un complesso militare sotterraneo della seconda guerra mondiale costruito dalle forze della Germania nazista tra il 1943 e il 1944. Era destinato ad ospitare una batteria di cannoni V-3 rivolti verso Londra, a 165 chilometri di distanza. Originariamente il suo nome in codice era Wiese ("prato") o Bauvorhaben 711 ("Costruzione Progetto 711"), si trova nel comune di Landrethun-le-Nord nella regione del Pas-de-Calais del nord della Francia, nei pressi della frazione di Mimoyecques circa 20 chilometri da Boulogne-sur-Mer. Fu costruito da una forza lavoro in gran parte tedesca formata principalmente da ingegneri e minatori.
Il complesso è costituito da una rete di gallerie scavate sotto una collina di creta, legata a cinque alberi inclinati in cui sarebbero stati installati 25 cannoni V3, tutti mirati su Londra. Le armi sarebbero state in grado di sparare dieci proiettili esplosivi al minuto - ovvero 600 ogni ora - sulla capitale britannica, che Winston Churchill commentò in seguito, avrebbe costituito "l'attacco più devastante di tutti". Gli alleati non sapevano nulla della V3, ma identificarono il sito come una possibile base di lancio per i missili balistici V2, sulla base di fotografie di ricognizione e d'intelligence frammentaria da fonti francesi.
Mimoyecques è stato preso di mira da un intensivo bombardamento da parte delle forze aeree Alleate dalla fine del 1943 in poi. I lavori di costruzione sono stati fortemente ostacolati, costringendo i tedeschi ad abbandonare il lavoro su di una parte del complesso. Il resto è stato in parte distrutto il 6 luglio 1944 dallo Squadrone 617 della RAF, che ha usato le bombe penetranti "Tallboy" da 5.400 chilogrammi per far collassare gallerie e pozzi, seppellendo centinaia di lavoratori sottoterra. I tedeschi fermarono i lavori di costruzione presso Mimoyecques, dato che gli Alleati avanzavano lungo la costa a seguito dello sbarco in Normandia. Il 5 settembre 1944 fu la 3ª divisione di fanteria canadese a occupare il complesso senza trovare alcuna resistenza, dato che i tedeschi si erano ritirati dalla zona pochi giorni prima.
Il complesso è stato in parte demolito subito dopo la guerra su ordine diretto di Churchill (e con grande fastidio dei francesi, che non erano stati consultati), dato che era ancora visto come una minaccia per il Regno Unito. È stato in seguito riaperto dai proprietari privati, in primo luogo nel 1969 per servire come una fungaia e, successivamente, come museo nel 1984. Un'organizzazione di conservazione della natura ha acquisito la fortezza di Mimoyecques nel 2010 e La Coupole, un'ex base missilistica di V2, diventata un museo vicino a Saint-Omer, assumendone la gestione. Essa continua ad essere aperta al pubblico come museo.

## Contesto

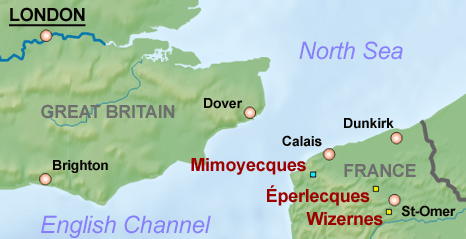
Mappa dove era localizzata la fortezza di Mimoyecques e gli altri siti delle altre Vergeltungswaffen

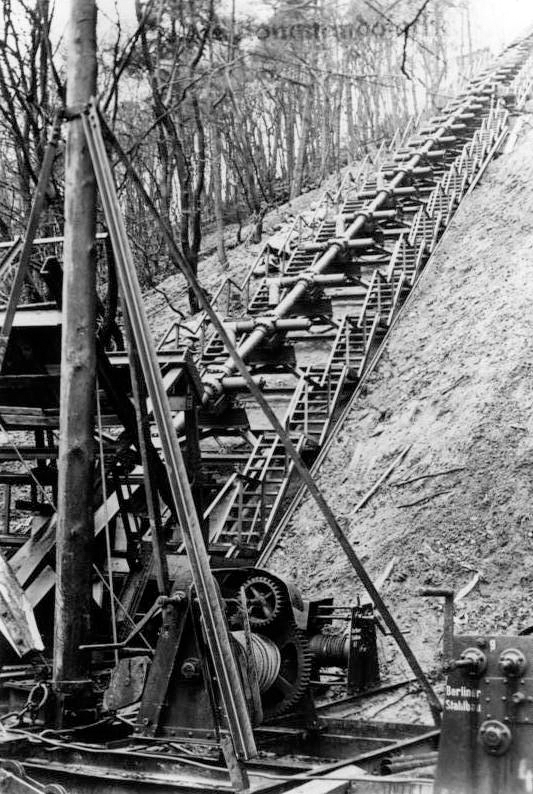
Il prototipo del cannone V3 nel 1942 a Międzyzdroje, in Polonia

Nel maggio 1943 Albert Speer, ministro del Terzo Reich agli armamenti e alla produzione bellica, informò Adolf Hitler del lavoro che veniva svolto per produrre un supercannone capace di sparare centinaia di proiettili all'ora su lunghe distanze. Il cannone di nuova concezione, nome in codice il Hochdruckpumpe ("pompa ad alta pressione", HDP in breve) e poi designato come il V3, è stato uno delle Vergeltungswaffen ("armi di rappresaglia") - sviluppate dalla Germania nazista nelle fasi successive della guerra per attaccare bersagli Alleati. Cannoni a lungo raggio non erano una novità, come ad esempio il Parisgeschütz (il cannone di Parigi utilizzato durante la prima guerra mondiale), ma le detonazioni ad alta pressione utilizzate per sparare proiettili da precedenti tali armi lo erano.
Nel 1942, August Coenders, ispirato da precedenti disegni di cannoni a camere multiple, suggerì che una graduale accelerazione del proietto da una serie di piccole cariche distribuite sulla lunghezza della bocca da fuoco, avrebbe potuto essere la soluzione al problema della progettazione dei cannoni a raggio molto lungo. Coenders propose l'uso di cariche attivate elettricamente per eliminare il problema dell'accensione prematura delle cariche controllate incontrate dai precedenti cannoni a camere multiple. L'HDP avrebbe avuto una bocca da fuoco liscia lunga oltre 100 metri, lungo la quale un involucro alettato 97 chilogrammi (noto come Sprenggranate 4481) sarebbe stato accelerato da numerose piccole detonazioni a bassa pressione da cariche diramate lungo la bocca da fuoco, ciascuna sparata elettricamente in sequenza. Ogni bocca da fuoco è di 15 cm di diametro.
Il cannone era ancora nelle sue fasi di prototipo, ma Hitler era un sostenitore entusiasta dell'idea e ordinò il massimo sostegno dato al suo sviluppo e alla sua distribuzione. Nel mese di agosto 1943 approvò la costruzione di una batteria di cannoni HDP in Francia per completare i piani delle V1 e dei missili V2 contro Londra e il sud-est dell'Inghilterra.
Per raggiungere l'Inghilterra, la lunghezza necessaria delle bocche da fuoco delle armi era pari a 127 metri, in modo da non dover essere spostate; avrebbe dovuto essere posate in un sito fisso. Uno studio effettuato all'inizio del 1943 aveva dimostrato che la posizione ottimale per la sua implementazione sarebbe stato all'interno di una collina con un nucleo di roccia in cui derive inclinate potrebbero essere incanalare per sostenere le bocche da fuoco.
Il sito è stato identificato da un esperto di fortificazioni, il maggiore Bock del Festungs-Pionier-Stab 27 della Quindicesima Armata LVII Corpo con sede nella zona Dieppe. Una collina calcarea nei pressi della frazione di Mimoyecques, 158 metri di altezza e 165 km da Londra, è stata scelta per ospitare il cannone. Era stato scelto con cura; la collina in cui l'impianto è stato costruito è di calce soprattutto con pochissima copertura di terriccio, e lo strato di calce si estende diverse centinaia di metri sotto la superficie, fornendo un livello di roccia profondo ma facilmente scavabile. La calce è facile da scavare ma anche abbastanza forte per scavare tunnel senza l'utilizzo di supporti in legno. Sebbene i collegamenti ferroviari per il sito fossero scadenti, solo un paio di chilometri sono stati realizzati a ovest della linea ferroviaria principale tra Calais e Boulogne-sur-Mer. La zona era già pesantemente militarizzata; come pure le fortificazioni del Vallo Atlantico sulle scogliere di Cap Gris Nez a nord-ovest, c'era una base per almeno un cannone ferroviario Krupp K5, circa 5 chilometri a sud nelle cave di Hidrequent-Rinxent.

## Progettazione e costruzione
La costruzione è iniziata nel settembre del 1943 con la costruzione di linee ferroviarie per sostenere il lavoro, e lo scavo dei pozzi del cannone hanno avuto inizio nel mese di ottobre. La configurazione iniziale comprendeva due complessi paralleli a circa 1000 metri di distanza, ciascuno con cinque derive che dovevano contenere un gruppo di cinque tubi per il cannone HDP, per un totale di 25 cannoni. Il disegno a canna liscia del HDP consentirebbe un tasso molto più elevato di quanto non fosse possibile un fuoco con cannoni convenzionali. L'intera batteria sarebbe stata in grado di sparare fino a 10 colpi al minuto, in teoria capace di colpire Londra con 600 proiettili ogni ora. Entrambe le strutture dovevano essere servite da un tunnel sotterraneo ferroviario a scartamento normale, collegato alla linea principale Calais-Boulogne, e le gallerie sotterranee di stoccaggio per le munizioni sono state scavate a una profondità di circa 33 metri. Il sito occidentale fu abbandonato in fase iniziale dopo essere stato interrotto dai bombardamenti alleati, e solo il complesso orientale fu costruito.
Le derive sono state angolate a 50 gradi, raggiungendo una profondità di 105 metri. A causa di alcuni problemi tecnici con il prototipo di cannone, la portata del progetto è stata ridotta; le derive I e II sono state abbandonate al più presto e solo le derive III, IV e V sono state portate in avanti. Arrivarono in superficie una lastra di cemento con una larghezza di 30 m e 5,5 m di spessore, in cui vi erano strette aperture per consentire ai proietti di passare attraverso. Le aperture nelle lastre erano protette da altre lastre d'acciaio di grandi dimensioni, e gli ingressi del tunnel ferroviario sono stati ulteriormente protetti da porte corazzate d'acciaio. Ogni deriva era orientata su un cuscinetto di 299°, al grado più vicino - una linea diretta sul ponte di Westminster. Nonostante l'elevazione e la direzione dei cannoni non potessero essere variati, sarebbe stato possibile modificare la distanza variando la quantità di propellente utilizzato in ogni scatto. Ciò avrebbe portato gran parte della città di Londra nel raggio d'azione.
La galleria ferroviaria correva in linea retta per una distanza di circa 630 metri. Lungo il lato ovest vi era una piattaforma di scarico che dava accesso a dieci gallerie trasversali (numerate 3-13 dai tedeschi), poste perpendicolarmente al tunnel principale ad intervalli di 24 metri. Ogni galleria era stata dotata di un percorso ferroviario a scartamento di 600 millimetri. Sul lato est del tunnel erano state disposte camere destinate a essere utilizzate come magazzini, uffici e alloggi per la guarnigione. I treni sarebbero entrati nella struttura per scaricare materiale vario e il propellente per le armi.
Le gallerie 6-10, il gruppo centrale, dava accesso ai cannoni, mentre le gallerie 3-5 e 11-13 erano state destinate ad essere utilizzate come gallerie di accesso e forse anche aree di stoccaggio. Erano tutte collegate dalla galleria No. 2, che correva parallela al tunnel ferroviario principale a una distanza di 100 metri. Le gallerie 6-10 erano state invece collegate da un secondo passaggio, designato galleria No. 1, parallelo al tunnel principale a una distanza di 24,5 metri. Ulteriori lavorazioni esistevano a diverse profondità: 62 m, 47 m e 30 m, ciascuna con finalità diverse associate con le derive e con i cannoni. A 62 m furono scavate per facilitare la rimozione delle scarti dalle le derive, mentre quelle a 47 m erano connesse al trattamento dei gas di scarico dai cannoni e quelle a 30 m davano accesso alle culatte dei cannoni. I livelli più bassi di funzionamento sono stati accessibili attraverso vani ascensore e cabine minerarie sono state utilizzate durante la costruzione.
I lavori di costruzione sono stati realizzati da più di 5.000 lavoratori, ingegneri per lo più tedeschi presi in prestito da diverse aziende tra cui Mannesmann, Gute Hoffnungshütte, Krupp e Vereinigte Stahlwerke, con l'aggiunta di 430 minatori reclutati dalla Ruhr e prigionieri di guerra sovietici che sono stati utilizzati come schiavi. L'intensa campagna di bombardamenti degli Alleati ha causato ritardi, ma i lavori di costruzione continuavano comunque ad un ritmo elevato. I piani originali avevano previsto la prima batteria di cinque cannoni pronta entro marzo 1944 e la serie completa di 25 cannoni al 1º ottobre 1944, ma queste scadenze non sono state rispettate.

## Ritrovamento e distruzione

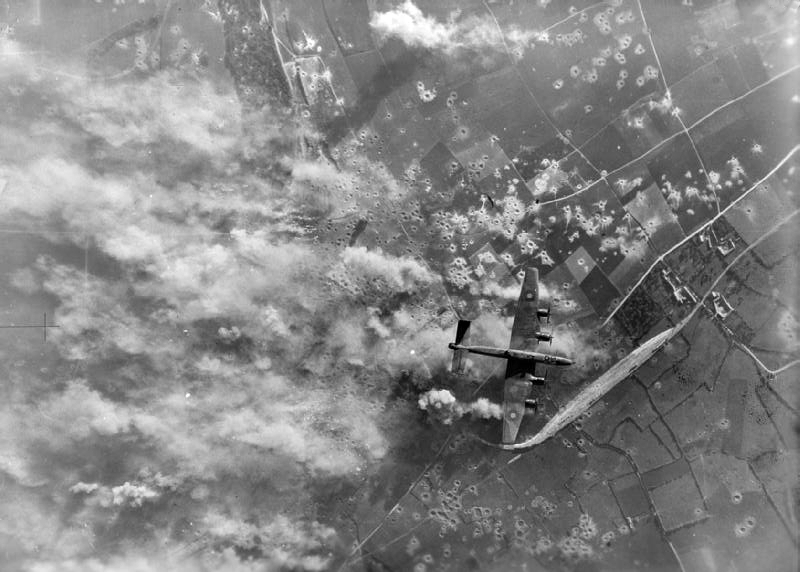
Un Handley Page Halifax della RAF che sorvola Mimoyecques il 6 luglio 1944

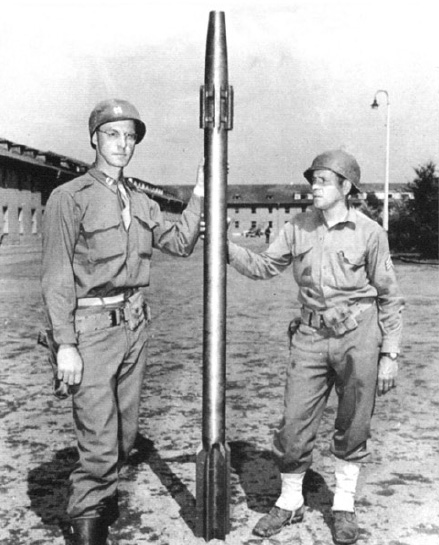
Due soldati americani con un proiettile Sprenggranate 4481 catturato, che poteva essere sparato dal V3 al ritmo di uno ogni 6 secondi

Nel 1943 gli agenti francesi riferirono che i tedeschi stavano progettando di iniziare un'offensiva contro il Regno Unito, che avrebbe comportato l'uso delle armi segrete che assomigliavano a mortai giganti affondati nel terreno e servite da collegamenti ferroviari. I primi segni di attività anormale a Mimoyecques sono stati avvistati dagli analisti presso l'Unità Interpretazione Centrale degli Alleati nel settembre 1943, quando la ricognizione aerea aveva rivelato che i tedeschi stavano costruendo collegamenti ferroviari che portavano ai tunnel nei siti orientali e occidentali. Altri voli di ricognizione nell'ottobre 1943 hanno fotografato una grande attività intorno alle gallerie. Un analista di nome André Kenny aveva scoperto una serie di pozzi quando vide da una fotografia di ricognizione che un pagliaio che doveva nascondere uno di loro si era disintegrato, magari attraverso gli effetti di una tempesta, rivelando l'ingresso, un verricello e la puleggia. Lo scopo del sito era chiaro, ma è stato pensato che fosse una sorta di rifugio per il lancio di razzi o bombe volanti. Un agente del MI6 ha riferito che "una camera di cemento doveva essere costruita vicino a una delle gallerie per l'installazione di un tubo, lungo 40 a 50 metri, che si è riferito fosse un "razzo da lancio di cannone". Gli alberi sono stati interpretati come "buchi d'aria per permettere l'espansione dei gas rilasciati dall'esplosione della carica di lancio." Gli alleati erano a conoscenza del cannone HDP e quindi del vero scopo del sito Mimoyecques. L'intelligence alleata credeva allora che il razzo V2 doveva essere lanciato da tubi o "proiettori", così si è ipotizzato che i pozzi inclinati a Mimoyecques fossero destinati ad alloggiare tali dispositivi.
La mancanza di informazioni su Mimoyecques fu frustrante per coloro che erano coinvolti nell'operazione Crossbow, lo sforzo alleato per contrastare le Vergeltungswaffen. Il 21 marzo 1944 la Chiefs of Staff britannica ha discusso la scarsità di intelligence, ma Reginald Victor Jones, uno dei membri del "comitato Crossbow", disse che le poche informazioni che fuoriuscivano erano dovute al fatto che la forza lavoro era prevalentemente tedesca. Il capo del Comitato, Duncan Sandys, premette per un maggiore impegno e propose che la Special Operations Executive avesse il compito di rapire un tecnico tedesco che poteva essere in seguito interrogato per estorcergli delle informazioni. Il suggerimento fu approvato, ma non fu mai messo in atto. Alla fine i capi di Stato Maggiore incaricarono il generale Dwight D. Eisenhower di cominciare gli attacchi intensivi sui cosiddetti siti "crossbow", tra cui Mimoyecques, che era allora ritenuto come un sito per il lancio delle V2.
Le forze aeree alleate hanno lanciato diversi bombardamenti su Mimoyecques tra il novembre 1943 e il giugno 1944, ma hanno causato pochi danni. Il bombardamento ha comunque interrotto il progetto di costruzione e le incursioni iniziali del 5 e dell'8 novembre 1943 hanno causato un ritardo nei lavori di circa un mese. I tedeschi hanno poi deciso di abbandonare il sito occidentale, dove il lavoro era solamente alle fasi iniziali, e si concentrarono sul sito orientale. Il 6 luglio 1944 la Royal Air Force ha cominciato a bombardare il sito con le bombe Tallboy. Una Tallboy ha colpito la lastra di cemento armato in cima alla deriva IV, facendola crollare. Altre tre penetrarono nel tunnel sottostante e danneggiarono sostanzialmente la struttura, causando molti crolli in diversi punti delle gallerie. Circa 300 tedeschi e lavoratori forzati furono sepolti vivi dai crolli. Oltre a queste difficoltà dei tedeschi, i principali problemi tecnici sono stati scoperti con i proiettili di cannone HDP. Erano stati progettati per uscire dalle bocche da fuoco a una velocità di circa 1500 m al secondo, ma i tedeschi hanno scoperto un errore di progettazione: i proietti iniziavano a rotolare in volo se la loro velocità era superiore a 1.000 m al secondo, facendoli cadere ben prima del bersaglio. Questo problema è stato scoperto solo dopo che oltre 20.000 proietti erano già stati sparati.
Dopo il raid devastante del 6 luglio, i tedeschi hanno effettuato una riunione ad alto livello sul futuro del sito su cui Hitler ordinò importanti cambiamenti. Il 12 luglio 1944 Hitler ha firmato un ordine decretando che solo cinque cannoni HDP dovevano essere installati in un'unica deriva. Gli altri due dovevano essere riutilizzati per alloggiare una coppia di pezzi di artiglieria Krupp K5, ricalibrandoli a una canna liscia con un diametro di 310 millimetri, che doveva essere utilizzato un nuovo tipo di razzo. Un paio di missili Rheinbote furono installati agli ingressi del tunnel. Questi piani sono stati presto abbandonati dato che le forze di terra degli Alleati avanzavano verso Mimoyecques, e il 30 luglio ai tecnici dell'Organizzazione Todt è stato ordinato di porre fine i lavori di costruzione.
Gli alleati erano a conoscenza di questo ed effettuarono ulteriori attacchi sul sito anche grazie al progetto Aphrodite, un piano sperimentale dell'United States Army Air Forces, che coinvolgeva B-24 Liberator radiocomandati e imbottiti di esplosivo. Due di tali attacchi furono eseguiti ma non riuscirono; nel secondo attacco, il 12 agosto, il tenente Joseph P. Kennedy, Jr. - il fratello maggiore di futuro presidente degli Stati Uniti John F. Kennedy - rimase ucciso quando l'aereo drone esplose prematuramente. Entro la fine della campagna di bombardamenti, oltre 4.100 tonnellate di bombe erano state sganciate su Mimoyecques, più che in qualsiasi altro sito delle Vergeltungswaffen.
Il sito Mimoyecques non è mai stato formalmente abbandonato, ma le forze tedesche lo hanno lasciato all'inizio di settembre 1944 dato che gli Alleati avanzavano a nord-est dalla Normandia verso il Pas-de-Calais. Fu conquistato il 5 settembre dalla 3ª divisione di fanteria canadese.
Gli alleati non seppero mai con precisione che cosa si stesse producendo in questa fortezza. Alcuni pensavano a un semplice bunker altri invece a un mortaio in grado di sparare su Londra missili da 50-60 tonnellate. Essi lo capirono soltanto quando il generale Leeb lo visitò durante una semplice ispezione dopo lo sbarco.

## Successive indagini e tentativi di demolizione

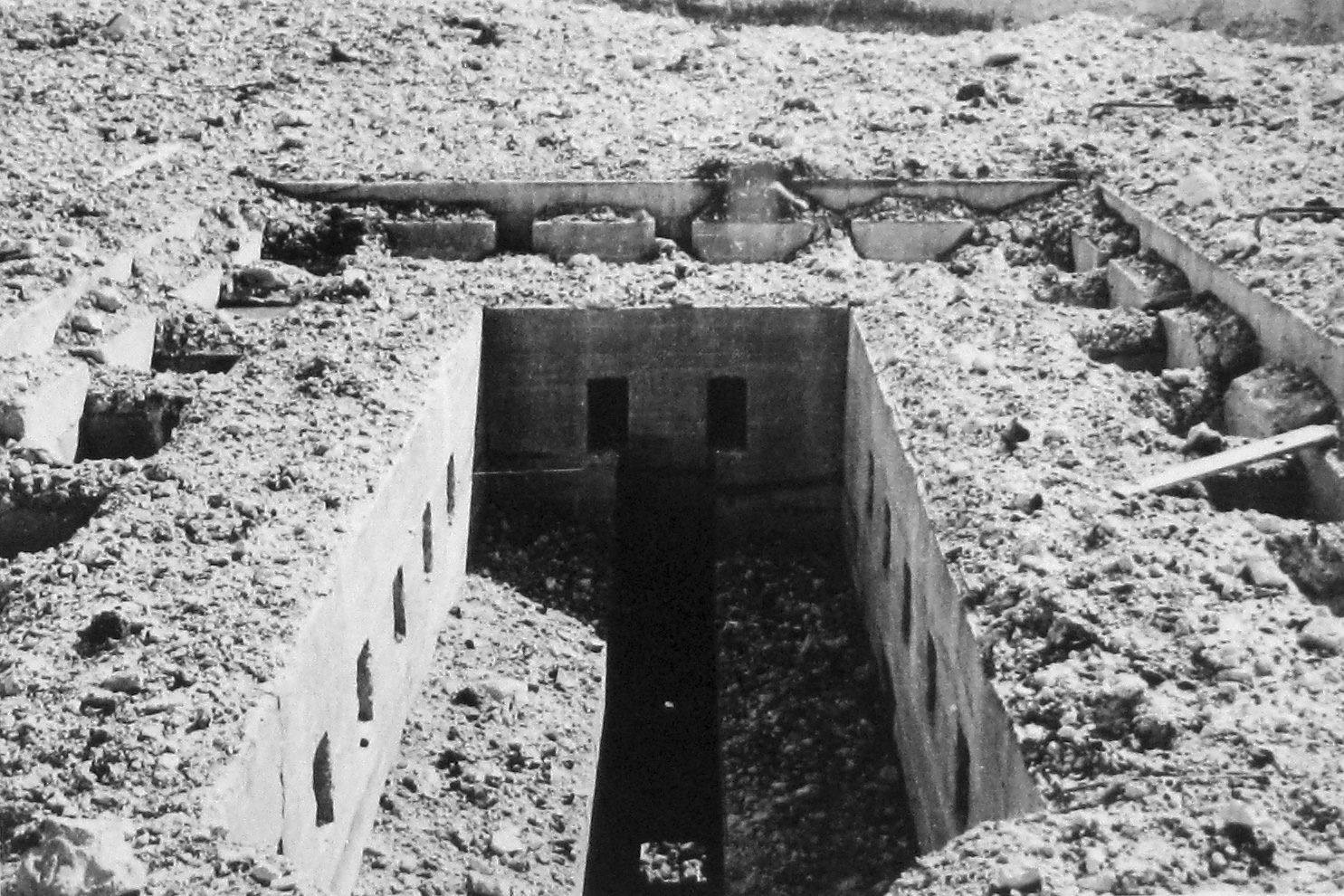
Una delle lastre di cemento attraverso le quali sarebbero stati sparati i proietti del V3. È stato demolito nel maggio 1945 dalle Royal Engineers

Nel settembre del 1944, Duncan Sandys ha ordinato la costituzione di una missione tecnica Inter-Services sotto il colonnello Terence Sanders. A lui è stato dato il compito di indagare sui siti delle Vergeltungswaffen a Mimoyecques, Siracourt, Watten, e La Coupole, noti collettivamente agli Alleati come i siti "Heavy Crossbow". Il rapporto di Sanders è stato presentato al Gabinetto di Guerra il 19 marzo 1945.
Anche in questa fase il vero scopo del sito non era chiaro. Egli sosteneva che era stato destinato a essere utilizzato per i "proiettori elettromagnetiche" (cannone ferroviario), sparando enormi bombe su Londra. L'indagine di Sanders ha portato alla luce il progetto V3 per la prima volta al governo britannico. Ha concluso che nonostante il sito era stato danneggiato esso "potrebbe essere completato o adattato per un'azione offensiva contro questo paese in futuro, e la [sua] distruzione è una questione di importanza." Sandys ha portato la questione all'attenzione di Churchill e gli consigliò: "Dal momento che questa installazione rappresenta una potenziale minaccia a Londra, sarebbe saggio assicurarsi che sia demolito, mentre le nostre forze sono ancora in Francia." Churchill ha poi commentato che l'installazione V3 a Mimoyecques "avrebbe potuto lanciare l'attacco più devastante di tutti su Londra."
La scoperta del vero scopo del sito produsse alcune recriminazioni a Londra, dato che - a differenza dei progetti V1 e V2 - quello che riguardava la V3 non era stato scoperto dall'intelligence alleata prima della fine della guerra. Lo scienziato britannico ed esperto di intelligence militare Reginald Victor Jones ha successivamente commentato che "le tecniche che erano state usate contro la bomba volante e il razzo sembravano aver fallito contro HDP (V3), e doveva esserci una ragione. In fondo era che con i nostri sforzi limitati abbiamo dovuto concentrarci sul problema più urgente, e, quindi, sulla cattura di armi non tanto nella fase di ricerca (anche se a volte abbiamo raggiunto anche questo), ma in fase di sviluppo." Ha concluso, al momento, nell'aprile del 1945, che il fallimento dell'intelligence non aveva fatto molta differenza praticamente, dato il fatto che i tedeschi avevano fallito lo sviluppo dell'HDP: "c'era poco avvertimento, [ma] non c'era poco pericolo."
In seguito alla raccomandazione che il sito doveva essere distrutto, i Royal Engineers accatastarono dieci tonnellate di bombe da 230 kg e catturarono dell'esplosivo al plastico tedesco nei tunnel a Mimoyecques e quindi lo fecero esplodere il 9 maggio. Ciò non riuscì a ottenere l'effetto desiderato, e il 14 maggio, altre 25 tonnellate di esplosivo sono state usate per abbattere gli ingressi nord e sud della galleria ferroviaria. Una successiva indagine da parte del British Bombing Research Mission ha concluso che le entrate erano state pesantemente bloccate e che sarebbe un compito di ingegneria molto lungo e difficile ripristinarle. L'azione britannica è stata presa senza informare prima il ministro francese Charles de Gaulle, che infuriato considerava una violazione della sovranità nazionale francese.

## Riapertura come museo
Dopo la guerra, il sito Mimoyecques giaceva abbandonato. Gran parte del materiale lasciato dai tedeschi fu smaltito come rottami metallici. Un set completo di quattro piastre in acciaio, del peso di 60 tonnellate, che avevano lo scopo di proteggere gli accessi alle derive, sono stati acquistati dal gestore delle cave Hidrequent-Rixent per essere tagliati e utilizzati per in macchinari da schiacciamento. Riscoperto dagli storici locali negli anni 1990, sono rimasti alle cave fino al 2010, quando le piastre sopravvissute sono state restituite al Mimoyecques, dove sono ora in mostra.
Nonostante la chiusura degli imbocchi ferroviari era ancora possibile per molti anni entrare nel complesso scendendo lungo una delle derive inclinate. Nel 1969, Marie-Madeleine Vasseur, un contadino di Landrethun, aveva scavato l'ingresso meridionale in modo che i tunnel potessero essere utilizzati come una fungaia. 30 metri della galleria meridionale hanno dovuto essere rimossi per eliminare il blocco; l'ingresso ora visibile non è quello originale costruito dai tedeschi. L'ingresso meridionale era stato murato nuovamente anni 1970. Curioso di scoprire questa costruzione dimenticata, Vasseur, aiutato dalla famiglia e dagli amici, ha pulito i tunnel e ha installato una fornitura di energia elettrica.
La società "La Forteresse de Mimoyecques" è stata costituita nel 1984 per utilizzare il sito come museo sotto il nome di "Forteresse de Mimoyecques - Un Mémorial internazionale". Il museo fu chiuso alla fine della stagione 2008 quando il proprietario andò in pensione. Successivamente, l'organizzazione non profit Conservatoire d'espaces naturels du Nord et Pas-de-Calais' lo acquistò a un prezzo di 330000 €, con finanziamenti forniti dal Consiglio regionale Nord-Pas-de-Calais, l'Unione europea e un benefattore privato. L'interesse del conservatorio era dovuta alla presenza sul sito di una grande colonia di pipistrelli che comprendeva specie rare, come il rhinolophus ferrumequinum, vespertilio smarginato e lo vespertilio dasicneme.
Il comune francese Terre des Deux Caps e le autorità del Landrethun hanno istituito una partnership per portare il sito sotto la gestione del museo già esistente di La Coupole vicino a Saint-Omer. Il direttore di quest'ultimo, lo storico Yves le Maner, ha progettato i contenuti di un nuovo museo che è stato costruito ad un costo di 360000 €.
Il sito ha riaperto al pubblico il 1º luglio 2010. Oltre a presentare una storia sulle Vergeltungswaffen e del sito, il museo permette ai visitatori di vedere alcune delle gallerie e un mock-up del cannone HDP. Oltre a ciò è presente il memoriale dedicato a Joseph Kennedy e agli altri membri dell'equipaggio dei bombardieri periti durante incursioni sul sito, e quello dedicato ai lavoratori forzati che hanno perso la vita durante la costruzione e i bombardamenti, rimasti insepolti. Nel 2011, il museo ha avuto circa 11.000 visitatori, di cui il 53% erano francesi, il 18% belgi e il 16% britannici.